# Прибуття потяга на вокзал Ла-Сьота
«Прибуття потяга на вокзал Ла-Сьота» ( L’Arrivée d’un train en gare de la Ciotat) —  німий короткометражний фільм 1896 року; один із перших фільмів, який зняли і публічно показали брати Люм'єр. Всупереч поширеній помилці, ця кінострічка не увійшла в програму першого платного кіносеансу на бульварі Капуцинок у Парижі, оскільки знята пізніше.

## Сюжет
У 50-секундній німій стрічці показано прибуття потяга на станцію у французькому прибережному місті Ла-Сьйота.

## Значення
- Фільм створив перший «бродячий сюжет» німого кіно і довгий час копіювався операторами по всьому світі, які створювали свої версії того ж сюжету на різних вокзалах, наприклад:[2] «Прибуття потяга на вокзал Жуенвіля» (фр. Arrivée d'un train - Gare de Joinville) та «Прибуття потяга на вокзал Венсенн» (фр. Arrivée d'un train gare de Vincennes)  Жоржа Мельєса[3][4]. Також «Прибуття потяга» — перший фільм, створений компанією Пате;

- Перший показ фільму викликав паніку серед публіки, яка не була психологічно готова сприйняти «ожиле» зображення потяга, що рухався на глядачів.[5] Мартін Скорсезе у своїй лекції "Постійність бачення: Читання мови кіно" говорить:[6]

|  | Люм'єри не просто фіксували події - в їхньому фільмі є композиція. Подивіться, як точно встановлена камера, як вивірено відстань між нею і поїздом, як підібрано висоту і кут огляду. Цікаво, що якби камера стояла хоч трохи інакше, то й публіка не реагувала б так бурхливо. |

- «Прибуття потяга» увійшло в список найжахливіших сцен кінематографа за версією сайту Filmsite.org[7]

- Одним з найважливіших засобів вираження цього фільму став безперервний перехід від загального до середнього і великого планів при нерухомій камері.[8]

## Цікаві факти
Іноді цей фільм помилково називають першим в світі постановочним (ігровим) фільмом, але прем'єра фільму «Политий поливальник» (фр. L'Arroseur arrosé) відбулася на 9 днів раніше.
У 2020 році була створена розширена і озвучена версія класичного чорно-білого фільму в 4K: Прибуття поїзда в Ла-Сіотат, Брати Люм'єр, 1896 р. В роздільній здатності 4К і 60 кадрів в секунду.